# Gerhard Wiesheu
Gerhard Wiesheu (* 12. Februar 1962 in Moosburg an der Isar) ist ein deutscher Bankier.

## Leben
Gerhard Wiesheu studierte Betriebswirtschaftslehre an der Hochschule für angewandte Wissenschaften Landshut, wo er 1987 seinen Abschluss als Betriebswirt erwarb. Zudem absolvierte er 1989 ein Aufbaustudium im Bereich Ostasienwirtschaft an der Universität Duisburg-Essen.
Erste berufliche Erfahrung sammelte Wiesheu bei der Commerzbank AG – hier absolvierte er 1987 das Investmentbanking-Traineeprogramm und war danach in verschiedenen Positionen für das Institut tätig. 1991 trat Wiesheu in die Commerz International Capital Management GmbH (CICM) – eine damalige Gesellschaft der Commerzbank – in Frankfurt am Main ein. Von 1994 bis 1999 leitete er als Geschäftsführer die japanische Niederlassung der CICM in Tokio. In dieser Zeit gehörte er zudem dem Direktorium der japanischen Asset Management Association in Tokio an.
Im Jahr 2001 wurde Gerhard Wiesheu für das Bankhaus Metzler tätig; er ist Sprecher des Vorstands der B. Metzler seel. Sohn & Co. AG. Wiesheu ist verantwortlich für das Geschäftsfeld Private Banking und die Unternehmensstrategie. Von 2002 bis zur Änderung der Rechtsform 2021 war Wiesheu Mitglied des Partnerkreises des Bankhauses Metzler und ab 2015 einer der persönlich haftenden Gesellschafter.
Wiesheu ist Mitglied des Aufsichtsrates der Nomura Asset Management Europe KVG mbH, der DWS Investment GmbH, der WWK Lebensversicherung a. G. und der WWK Allgemeine Versicherung AG.
Als Vertreter des Bankhauses in mehreren Verbänden setzt sich Gerhard Wiesheu seit langem intensiv für die Finanzbranche ein: Von 2020 bis 2024 war er Präsident von Frankfurt Main Finance, der Initiative des führenden Finanzplatzes in Deutschland und der Eurozone. Seit Juli 2023 ist Wiesheu Mitglied des Vorstands und der Delegiertenversammlung des Bundesverbandes deutscher Banken e. V. Er ist außerdem Mitglied des Beirats der FrankfurtRheinMain GmbH. Von Juni 2020 bis März 2022 war er Mitglied des Börsenrats der Frankfurter Wertpapierbörse und der Eurex Deutschland.
Wiesheu ist verheiratet und hat zwei Kinder.

## Ehrenämter
Gerhard Wiesheu ist seit 2011 Vorstandsvorsitzender des Deutsch-Japanischen Wirtschaftskreises e. V. (DJW) in Düsseldorf und hat seit 2014 den Vorsitz des Stiftungsrates des Japanisch-Deutschen Zentrums Berlin (JDZB) inne. Zudem gehört er seit 2012 zu den Mitgliedern des Beirates der Deutsch-Japanischen Gesellschaft Frankfurt e. V. (DJG). Er ist außerdem Kuratoriumsmitglied des Interdisziplinären Zentrums für Ostasienstudien der Frankfurter Goethe-Universität und des Hessischen Kreises.
Von 2006 bis 2021 war Wiesheu im Kuratorium der Gesellschaft der Freunde von Bayreuth e. V. engagiert. Ab 2013 war er dessen Vorsitzender, seit Juli 2021 ist er Ehrenmitglied.
Wiesheu ist zudem unter anderem Vorsitzender des Stiftungsrats des Georg-Speyer-Hauses (Institut für Tumorbiologie und experimentelle Therapie) – in dieser Funktion ist er auch Kuratoriumsmitglied der Paul-Ehrlich-Stiftung.

## Delegationsreisen
Gerhard Wiesheu begleitete mehrmals die damalige Bundeskanzlerin Angela Merkel und einige Kabinettsmitglieder der Bundesregierung auf Delegationsreisen. So war er 2015 und 2019 Teil der Wirtschaftsdelegation in Japan sowie 2016 in China.
Außerdem begleitete Wiesheu 2016 den damaligen Bundespräsidenten Joachim Gauck.
Während der ersten Asienreise von Bundeskanzler Olaf Scholz nach Japan im April 2022 fungierte Wiesheu als Sprecher der Wirtschaftsdelegation. Wiesheu begleitete Bundespräsident Frank-Walter Steinmeier im November 2022 zu einem offiziellen Besuch nach Japan und Korea. Im März 2023 begleitete Wiesheu Bundeskanzler Olaf Scholz und sechs seiner Kabinettsmitglieder zu den ersten deutsch-japanischen Regierungskonsultationen nach Japan. Wiesheu fungierte hier als Sprecher der Wirtschaftsdelegation.

## Auszeichnungen
2015 wurde Wiesheu die „Besondere Auszeichnung des Außenministers von Japan“ verliehen, um sein langjähriges Engagement für die deutsch-japanischen Beziehungen zu würdigen.
Im Mai 2022 wurde Gerhard Wiesheu mit dem Verdienstkreuz 1. Klasse des Verdienstordens der Bundesrepublik Deutschland ausgezeichnet, verliehen vom Bundespräsidenten Steinmeier. Wiesheu nahm die Auszeichnung vom damaligen hessischen Ministerpräsidenten Volker Bouffier entgegen. Er erhielt die Auszeichnung für sein umfassendes Wirken im kulturellen, wissenschaftlichen und wirtschaftlichen Bereich.